# Radio Wawes Goodbye
Radio Waves Goodbye è il primo album in studio del gruppo musicale statunitense 4Front.

## Tracce
1. Airtime – 4:13
2. Tunnel Vision – 4:27
3. Hideaway – 5:02
4. Special Patrol Group – 5:58
5. Space Oddity 2001 – 4:23
6. Burial at Sea – 8:18
7. Fuse – 6:42
8. Learning to Crawl – 4:07
9. Memories of Kansas – 6:10
10. Section 60 – 3:59
11. Descend – 3:26
12. Radio Waves Goodbye – 3:39